# Алам-шах
Алам-шах (*д/н — 1478) — делійський султан в 1445—1451 роках. Відомий також як Алауддін II.

## Життєпис
Походив з династії Сайїд. Син Мухаммед-шаха. При народженні отримав ім'я Алауддін. Виховувався в суворому мусульманському дусі. Згодом залучався батьком до військових та державних справ.
Наприкінці 1441 року в битві біля Делі Алауддін завдав поразки малавському султану Махмуд-шаху I Хілджі. 1443 року після смерті батька посів трон. прийнявши ім'я Аламм-шах. Активно сприяв ісламізації індуїстського населення.
1447 року відбив напад Бахлул Хана Лоді, володаря Пенджабу, на Делі. 1448 року стикнувся з повстанням візира Гамід-хана, що захопив Делі. Султан перебрався до міста Бадаюн. В свою чергу джаунпурський султан Махмуд-шах спробував захопити Делі. На допомогу прийшов Бахлул Хан, але не наважився затриматися в Делі. 1451 року Кутб-хан Лоді, брат Бахлул Хан Лоді, зайняв Делі, де відсторонив візира гамід-хана. за цим Бахлул оголосив себе султаном.
Алам-шах зберіг владу над Бадаюном та навколишніми землями до своєї смерті у 1478 році, після чого його володіння було приєднано до Джаунпурського султанату.